# Krauss-Maffei ML 4000 C’C’
Die ML 4000 C’C’ war eine von Krauss-Maffei gebaute Diesellokomotive, die ab 1961 von den US-amerikanischen Eisenbahngesellschaften Denver and Rio Grande Western Railroad (D&RGW) und Southern Pacific Railroad (SP) beschafft wurde. Hergestellt wurden 21 Lokomotiven in zwei Serien. Des Weiteren wurden 16 Lokomotiven für die brasilianische Bahngesellschaft Estrada de Ferro Vitória a Minas auf Meterspur gebaut.

## Entwicklung
Wegen der stetig wachsenden Anhängelasten der Güterzüge suchten die beiden Eisenbahngesellschaften Anfang der 1960er-Jahre neue Wege, um leistungsfähigere Lokomotiven zu bekommen. Die Anforderungen im Betrieb waren enorm: es waren Zuggewichte bis 12.000 Short ton (10.900 t) über die Rampen der Sierra Nevada oder der Rocky Mountains zu befördern. Dabei waren im Streckennetz der D&RGW auf der Strecke durch den knapp zehn Kilometer langen Moffat-Tunnel Höhenlagen von 2.800 m zu überwinden. Diese wurden bis dato mit sieben bis zwölf dieselelektrischen Lokomotiven der Typen EMD F9 und EMD GP9 mit 1.750 hp bzw. EMD SD24 mit je maximal 2.400 hp bewältigt.
Obwohl die amerikanischen Bahngesellschaften von EMD die Entwicklung leistungsstärkerer Lokomotiven forderten, kam EMD diesen Wünschen zunächst nicht nach. Deshalb unternahm der damalige Leiter für Forschung und Entwicklung, Paul V. Garin, eine Reise nach Europa. Diese Reise führte Garin auch zu den Werken von des deutschen Herstellers Krauss-Maffei. Dadurch wurde die Southern Pacific auf den Bau der dieselhydraulischen Krauss-Maffei ML 3000 mit 3.000 PS (2.200 kW) aufmerksam.
Die hydraulische Kraftübertragung versprach – nebst der benötigten Leistung – weitere Vorteile durch ein geringeres Leistungsgewicht und eine bessere Ausnutzung der Rad-Schiene Reibung, als es Anfang der 1960er-Jahre bei den dieselelektrischen Lokomotiven amerikanischer Hersteller möglich war. Man konnte so bei einem vorgegebenen maximal möglichen Gewicht eine stärkere und zugkräftigere Lokomotive konstruieren und bauen.
Mit dieser Perspektive trat zunächst die D&RGW an Krauss-Maffei heran. Der Hersteller brauchte aber aus wirtschaftlichen Gründen noch weitere Bestellungen, weshalb auch die Southern Pacific sich an der Beschaffung beteiligte. Weitere Interessenten waren auch die Atchison, Topeka & Santa Fe Railway, die New York Central Railroad und die Western Pacific. Lediglich die New York Central verfügte bereits über Erfahrungen mit dieselhydraulischen Lokomotiven. Die Santa Fe und die Western Pacific nahmen schon bald wieder Abstand von dem Projekt. Die Verhandlungen zwischen den übrigen Bahngesellschaften und Krauss-Maffei dauerten fast das gesamte Jahr 1959 an. Umstritten war vor allem das Design und die Anordnung des Führerstands. Die D&RGW und die Southern Pacific plädierten für A-Units, also für Lokomotiven mit einem Führerstand am Ende. Lokomotiven ohne Führerstände, so genannte B-Units, waren nicht vorgesehen. Die Lokomotiven sollten aus Sicherheitsgründen große Stirn- und Seitenfenster erhalten.
Am 5. November 1959 bestellten die D&RGW und die Southern Pacific zunächst je drei Lokomotiven. Die New York Central Railroad sah von einer Bestellung ab.  Die Fahrzeuge hatten eine Nennleistung von 4.000 PS (2.940 kW) und waren damit die weltweit stärksten Einrahmen-Diesellokomotiven ihrer Zeit. Auch die Tatsache, dass amerikanische Bahngesellschaften in Deutschland Triebfahrzeuge beschaffen, war in den USA und in Europa seinerzeit in Fachkreisen eine Sensation. Die Bestellung war der erste Auftrag US-amerikanischer Bahngesellschaften in Europa.

## Erprobung in Europa und Überführung in die USA
Krauss-Maffei testete die erste Lokomotive auf der Strecke Münster-Emden, sowie auf der Semmeringbahn in Österreich, die Steigungen mit 2,5 % aufweist. Die Lokomotive fuhr dort in solch einer Steigung einen Zug mit 867 t aus dem Stand an und beschleunigte ihn auf 26,5 km/h. Die Probefahrten waren im Juli 1961 erfolgreich abgeschlossen. Ende September 1961 wurden alle sechs Lokomotiven nach Bremen überführt. Am 4. Oktober begann der Transport der Lokomotiven an Bord der Christen Smith über den Atlantik. Am 31. Oktober 1961 trafen die Lokomotiven im Hafen von Houston in Texas ein. Die D&RGW überführte ihre Lokomotiven sofort nach Denver, während die Maschinen der Southern Pacific Richtung Kalifornien aufbrachen, wo sie am 5. November 1961 eintrafen. Die SP stationierte ihre Einheiten im Bahnbetriebswerk Taylor Yard (Los Angeles).

## Betrieb

### USA

#### Denver & Rio Grande Western
Die Lokomotiven wurden unter den Nummern 4001 bis 4003 eingeordnet und meist zu zweit oder zu dritt vor Güterzügen mit 4.000 t bis 7.000 t Anhängelast auf den Strecken über die Rocky Mountains eingesetzt. Im Dauerbetrieb erwiesen sich die Maschinen jedoch als störanfällig. Ein Hauptproblem war der vergleichsweise hohe Anteil an Volllast-Betriebsstunden. Bei der D&RGW belief er sich auf bis zu 45 % der Betriebsstunden, während Krauss-Maffei bei der Entwicklung der ML 4000 – basierend auf den Erfahrungen im Betrieb der Deutschen Bundesbahn – nur von einem Anteil von bis zu 10 % ausgegangen war. Deshalb führten die Lokomotiven nur eine geringe Menge an Kühlwasser mit. Diese Menge reichte während der Volllast-Gebirgsfahrten durch den Moffat-Tunnel nicht aus, so dass die Motoren überhitzten. Probleme ergaben sich auch durch die mangelhafte Kompatibilität der verbauten Kompressoren von Gardner Denver, die für langsam laufende US-Diesel mit etwa 800/min ausgelegt waren, während die Maybach-Motoren der ML 4000 mit bis zu 1.600/min liefen. Hinzu kamen Probleme mit der Schmierung der Abgasturbine.
Auf dem anspruchsvollen Streckennetz der D&RGW, das auf der Strecke von Denver nach Salt Lake City Höhen von 2.800 Meter (Moffat-Tunnel) bzw. 2.270 Meter (Soldier Summit) erreichte und zahlreiche Tunnel umfasste, wurden die ML 4000 über ihre Leistungsgrenzen hinaus belastet, so dass sich rasch Maschinenausfälle häuften. Das Personal von D&RGW bezeichnete die Lokomotiven abwertend als „Damned Krauts“ („verdammte Deutsche“).
Die drei Maschinen wurden deshalb schon im Februar 1964 an die Southern Pacific weiterverkauft. Die Lokomotiven waren im gelb/silber/schwarzen Farbschema der D&RGW geliefert und behielten diese Farbgebung auch nach dem Verkauf an die SP. Lediglich die Schriftzüge auf den Loks wurden geändert.

#### Southern Pacific

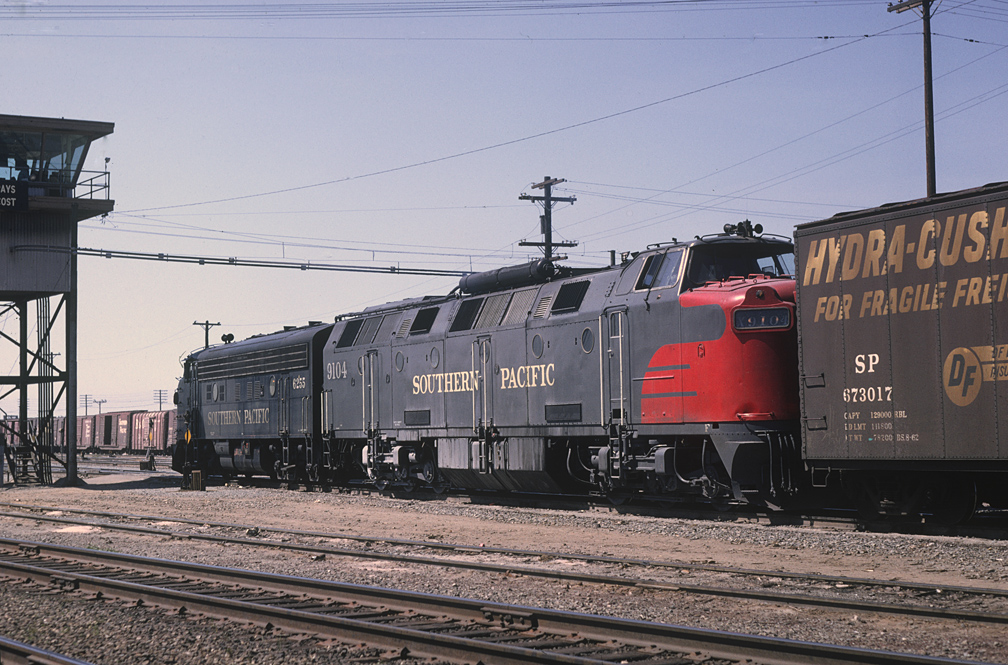
Southern Pacific 9104 („Cab Unit“) in Doppeltraktion mit einer EMD F-Unit

Die Lokomotiven der Southern Pacific erhielten 1961 die Betriebsnummern 9000, 9001 und 9002. Alle drei Lokomotiven waren schon in Deutschland mit der üblichen rot-dunkelgrauen Farbgebung der Southern Pacific versehen worden.  Anfangs hinterließen die Lokomotiven einen starken Eindruck. Es war möglich, den Zugbetrieb mit den leistungsstärkeren Lokomotiven effizienter zu gestalten. Daher bestellte man 1963 bei Krauss-Maffei 15 Lokomotiven der zweiten Serie und übernahm 1964 auch die drei Maschinen der D&RGW, die ihr ursprüngliches Farbkleid behielten, allerdings die Southern-Pacific-Beschriftung bekamen.
Die SP stationierte alle ihre dieselhydraulischen Loks gemeinsam in Roseville (Kalifornien). Anfangs fuhren sie auf den Gebirgsstrecken der Sierra Nevada- und in Oregon, aber wegen der zunehmenden Schwierigkeiten mit der Luftansaugung in den zahlreichen Galerien und Tunnels wurden die Lokomotiven ab 1965 nur noch auf den Flachlandstrecken des San Joaquin Valley eingesetzt. Meist wurde ein Güterzug von einer Krauss-Maffei und einer EMD GP9 oder einer EMD F7 geführt. Die große Stirn- und Seitenfenster stellten sich nun als Nachteil heraus, denn dadurch stiegen im sonnigen Kalifornien die Temperaturen im Führerstand stark an.
Immerhin beschäftigten sich nach der Inbetriebnahme der deutschen Lokomotiven auch US-amerikanische Hersteller mit dem Bau von dieselhydraulischen Lokomotiven, die mit Getrieben von Voith ausgestattet wurden. Beispielsweise beschaffte die SP 1964 auch drei ALCO DH-643 Lokomotiven zum Vergleich mit der ML 4000 C’C’.
Die Southern Pacific nahm 1967 bis 1968 alle Krauss-Maffei Lokomotiven aus dem Dienst, als eine umfangreiche Überholung anstand. Man bescheinigte zwar dem dieselhydraulischen Antrieb, dass er zuverlässig und von den Unterhaltskosten her konkurrenzfähig sei, aber die Motoren der Lokomotiven waren den US-amerikanischen Mechanikern zu kompliziert und zu schwer zugänglich. 

#### Verbleib nach Betriebsende
1969 wurde eine KM, die Nr. 9113, vormals die 9010, zu einem Kamerawagen (camera car) umgebaut. Die SP wollte damit ihre Strecken für einen computerunterstützten Fahrsimulator filmen. Man versah die Lokomotive an der Führerstandseite mit einem stabilen Aufbau für die Filmkamera. Eine Antriebseinheit wurde ausgebaut. An deren Stelle wurde ein Generator, der die Filmausrüstung mit Strom versorgte, installiert. Der Kraftstoff dafür wurde dem originalen Lokomotivtank entnommen. Der zweite Motor am hinteren Ende wurde stillgelegt, blieb aber in der Lokomotive eingebaut. Die Einrichtung des Führerstands blieb erhalten, weil man die Schublokomotive vom Kamerawagen aus steuern wollte.

1984 nahm man den Kamerawagen außer Betrieb und übergab ihn 1986 dem California State Railroad Museum. 2008 wurde die Lokomotive von der Pacific Locomotive Association erworben und mit der Restaurierung begonnen. Sie ist damit die einzige dieselhydraulische Lokomotive, die in den USA erhalten geblieben ist.

### Brasilien
Die Bahngesellschaft Estrada de Ferro Vitória a Minas (EFVM) beschaffte zwischen 1966 und 1969 sechzehn Lokomotiven des Typs ML 4000 C’C’ für Meterspur, die die Nummern 701 bis 716 trugen. Diese waren für eine Höchstgeschwindigkeit von 78 km/h zugelassen und zum Beschaffungszeitpunkt die stärksten Diesel-Lokomotiven auf Meterspur. Sie blieben bis in die 1980er-Jahre im Dienst.

## Technik

### Motor
Die Lokomotive erhielt zwei schnelllaufende 16-Zylinder-Maybach-DS-870-Viertaktdieselmotoren. Deren Leistung wurde mit Hochaufladung auf je 1470 kW bei 1585/min gesteigert. Jede Zylinderreihe hatte einen eigenen Turbolader. Für die US-amerikanischen Verhältnisse war die Drehzahl dieser Motoren ungewohnt hoch, da in den USA üblicherweise mittelschnelllaufende Zweitaktdieselmotoren mit Drehzahlen bis maximal 1000/min verwendet wurden. Die Motoren betrieben zwei Antriebseinheiten, die je auf drei Achsen eines Drehgestells wirkten.

### Getriebe
Jede Antriebseinheit war mit einem dreistufigen Voith-Strömungsgetriebe ausgerüstet. Diese waren mit einer hydrodynamischen Bremse und dem Wendegetriebe versehen.

### Kühlung
Die Wärmeabfuhr erfolgte über hydrostatisch angetriebene Lüfter, die unter dem Dach des Maschinenraums saßen. Der Kühlwasserkreislauf schloss die Motorblöcke, die Wärmetauscher für das Hydrauliköl des Strömungsgetriebes und die Wärmetauscher für das Motorenöl mit ein. Bei Fahrten durch Tunnel konnte durch eine Wassersprühanlage die Kühlung verstärkt werden, wenn heiße Auspuffgase dies erforderlich machten. Mittels Saugleitungen wurde in Tunneln die kühlere Bodenluft angesaugt.

### Steuerung
Die Lokomotiven hatten ursprünglich eine pneumatische Vielfachsteuerung. Später ersetzte man diese durch eine elektropneumatische, damit die Lokomotiven auch zusammen mit anderen Lokomotivenbauarten der Bahngesellschaft betrieben werden konnten. Die Steuerung bereitete allerdings einige Probleme, die mit zur frühen Außerdienststellung 1968 beitrugen.

### Aufbau und Fahrwerk
Hier unterschieden sich die erste und die zweite Serie voneinander. Die erste Serie hatte einen selbsttragenden Aufbau mit Maschinenraum und einem Endführerstand. Die zweite Serie wurde mit schmaleren, abnehmbaren Vorbauten und einem beidseitigen Umlauf ausgeführt. Die Lokomotiven der ersten Serie wurden Cab-Units, die der zweiten Serie auch Hood-Units genannt. Bei den Lokomotiven der zweiten Serie verwendete man statt der Krauss-Maffei-Drehgestelle eine angepasste Ausführung von ALCO.

### Bremse
Die Druckluftbremse wurde vom Besteller vorgeschrieben. Somit setzte man den Type 26 L von Westinghouse Airbrake Company ein. Jede Lokomotive hatte zwei Bremskompressoren, welche vom Hilfsgetriebe angetrieben wurden. Bei der ersten Serie mit Keilriemen angetrieben, bei der zweiten Serie unter Verwendung einer Zwischenschaltung mit einer hydraulischen Regelkupplung. Jedes Drehgestell hatte vier Bremszylinder, jeder wirkte auf drei Bremsklötze. Die beiden Bremsklötze des äußeren Rades sowie ein Bremsklotz der mittleren Achse wurden von einem Zylinder betätigt. Somit waren auf jeder Drehgestellseite zwei Zylinder vorhanden.
Das Handrad der Handbremse befand sich an der Führerhausrückwand und übertrug als Spindelhandbremse über eine Kette seine Kraft auf die beiden Klötze eines Rades der mittleren Achse. Sie war schwach dimensioniert und in erster Linie als Feststellbremse (Sichern der stillstehenden Lokomotive) gedacht, und nicht zum Anhalten der Lokomotive.
Neben der pneumatischen Bremse war noch eine hydrodynamische Bremse eingebaut, welche als Beharrungsbremse im Gefälle verwendet wurde. Diese war mit einer hydraulischen Doppelkupplung mit jedem Strömungsgetriebe verbunden. Die primären Schaufelräder saßen auf der verlängerten Turbinenwelle des hydraulischen Getriebes, während die sekundären Schaufeln fest im Gehäuse eingebaut waren.

## Modelle
Von 1964 bis 1981 produzierte die italienische Firma Rivarossi Modelle der ML 4000 im Maßstab 1:87 (H0). Die Modelle erschienen sowohl in der Farbgebung der Denver & Rio Grande Western als auch in der schwarz-roten Lackierung der Southern Pacific.
Anfang 2023 kündigte die deutsche Firma Piko Spielwaren GmbH die Produktion eines H0-Modells der ML 4000 als Neuheit an. 